# Arcidiocesi
Un'arcidiocesi o archidiocesi è una diocesi il cui ordinario gode del titolo di arcivescovo. Generalmente è la diocesi più importante (metropolia) di una provincia ecclesiastica: l'arcivescovo che la regge ha il titolo di metropolita. Tuttavia, alcune arcidiocesi non sono sedi metropolitane.

## Chiesa cattolica
Nella circoscrizione ecclesiastica cattolica sono arcidiocesi tutte le sedi metropolitane che non siano sedi patriarcali o arcivescovili maggiori, ossia le diocesi a capo di una provincia ecclesiastica. Inoltre, alcune diocesi suffraganee o immediatamente soggette alla Santa Sede sono sedi arcivescovili: molte di queste sono state sedi metropolitane in passato, altre lo sono a puro titolo onorifico. Circa la metà delle arcidiocesi non metropolitane si trova in Italia, della restante metà la stragrande maggioranza si trova nel resto d'Europa.

## Autorità
Il vescovo che guida un'arcidiocesi è sempre un arcivescovo, mentre non è sempre vero il contrario. Alcuni arcivescovi guidano delle sedi vescovili e godono del rango arcivescovile a titolo personale, per concessione della Santa Sede; correttamente sono chiamati arcivescovi-vescovi.
Anche il vescovo coadiutore di un'arcidiocesi è chiamato arcivescovo coadiutore, mentre il vescovo ausiliare di un'arcidiocesi non gode di diritto del titolo di arcivescovo.